# Кім Пхун Джу
Кім Пхун Джу (кор. 김풍주, нар. 1 жовтня 1961) — південнокорейський футболіст, що грав на позиції воротаря.
Протягом усієї клубної кар'єри грав за «Деу Ройялс», також виступав за національну збірну Південної Кореї.

## Клубна кар'єра
У дорослому футболі дебютував 1983 року виступами за команду клубу «Деу Ройялс», кольори якої і захищав протягом усієї своєї кар'єри гравця, що тривала чотирнадцять років. У 1987 і 1991 роках визнавався найкращим воротарем південнокорейської футбольної першості.

## Виступи за збірні
1983 року залучався до складу молодіжної збірної Південної Кореї. На молодіжному рівні зіграв у 3 офіційних матчах, пропустив 5 голів.
1988 року дебютував в офіційних матчах у складі національної збірної Південної Кореї. Протягом кар'єри у національній команді, яка тривала 4 роки, провів у формі головної команди країни 19 матчів, пропустивши при цьому лише 7 голів.
У складі збірної був учасником чемпіонату світу 1990 року в Італії, на якому був резервним воротарем. Також брав участь у футбольному турнірі домашніх для корейців літніх Олімпійських ігор 1988 року.
| Дата       | Місто        | Господарі         | Результат | Гості          | Турнір                     | Голи | Примітки |
| ---------- | ------------ | ----------------- | --------- | -------------- | -------------------------- | ---- | -------- |
| 19-6-1988  | Сувон        | Південна Корея    | 4 – 0     | Замбія         | Кубок Президента 1988      | -    |          |
| 5-5-1989   | Сеул         | Південна Корея    | 1 – 0     | Японія         | Щорічний матч Корея-Японія | -    |          |
| 25-5-1989  | Сеул         | Південна Корея    | 9 – 0     | Непал          | Відбір до ЧС 1990          | -    |          |
| 3-6-1989   | Сінгапур     | Непал             | 0 – 4     | Південна Корея | Відбір до ЧС 1990          | -    |          |
| 7-6-1989   | Сінгапур     | Сінгапур          | 0 – 3     | Південна Корея | Відбір до ЧС 1990          | -    |          |
| 10-8-1989  | Лос-Анджелес | Мексика           | 4 – 2     | Південна Корея | Кубок Marlboro 1989        | -2   | 46'      |
| 13-10-1989 | Сінгапур     | Південна Корея    | 0 – 0     | Катар          | Відбір до ЧС 1990          | -    |          |
| 16-10-1989 | Сінгапур     | Південна Корея    | 1 – 0     | Північна Корея | Відбір до ЧС 1990          | -    |          |
| 20-10-1989 | Сінгапур     | КНР               | 0 – 1     | Південна Корея | Відбір до ЧС 1990          | -    |          |
| 25-10-1989 | Сінгапур     | Саудівська Аравія | 0 – 2     | Південна Корея | Відбір до ЧС 1990          | -    | 84'      |
| 28-10-1989 | Сінгапур     | ОАЕ               | 1 – 1     | Південна Корея | Відбір до ЧС 1990          | -1   |          |
| 4-2-1990   | Валлетта     | Південна Корея    | 2 – 3     | Норвегія       | Турнір Rothmans            | -3   |          |
| 10-2-1990  | Аттард       | Мальта            | 1 – 2     | Південна Корея | Турнір Rothmans            | -1   |          |
| 15-2-1990  | Багдад       | Ірак              | 0 – 0     | Південна Корея | товариський матч           | -    |          |
| 18-2-1990  | Каїр         | Єгипет            | 0 – 0     | Південна Корея | товариський матч           | -    |          |
| 6-9-1990   | Сеул         | Південна Корея    | 1 – 0     | Австралія      | товариський матч           | -    |          |
| 25-9-1990  | Пекін        | Пакистан          | 0 – 7     | Південна Корея | Літні Азійські ігри 1990   | -    |          |
| 23-10-1990 | Сеул         | Південна Корея    | 1 – 0     | Північна Корея | товариський матч           | -    |          |
| 27-7-1991  | Нагасакі     | Японія            | 0 – 1     | Південна Корея | Щорічний матч Корея-Японія | -    |          |
| Усього     |              | Матчів            | 19        |                | Голів                      | -7   |          |

## Титули і досягнення
- Переможець Юнацького (U-19) кубка Азії: 1982
- Бронзовий призер Азійських ігор: 1990